# Kristian Horntvedt
Kristian Horntvedt (* 3. März 1982) ist ein ehemaliger norwegischer Skilangläufer.

## Werdegang
Horntvedt, der für den Stokke IL startete, hatte seinen ersten internationalen Erfolg bei den Europäischen Olympischen Winter-Jugendtagen 1999 in Štrbské Pleso. Dort gewann er die Goldmedaille über 10 km klassisch. Bei den Nordischen Junioren-Skiweltmeisterschaften 2001 in Karpacz holte er die Bronzemedaille mit der Staffel, die Goldmedaille über 10 km klassisch und Platz acht über 30 Kilometer in der freien Technik. Im folgenden Jahr erlief er bei den Nordischen Junioren-Skiweltmeisterschaften in Schonach die Goldmedaille über 10 km Freistil. Über 30 Kilometer wurde er in der klassischen Technik Siebter. Sein Debüt im Skilanglauf-Weltcup hatte er im Dezember 2002 in Clusone, das er auf dem 53. Platz im Sprint beendete. Im selben Monat holte er in Cogne mit dem 11. Platz im Sprint seine ersten Weltcuppunkte. Dies war sein bestes Einzelergebnis im Weltcup. In der Saison 2004/05 kam er im Scandinavian-Cup viermal unter die ersten Zehn. Dabei erreichte er in Sundsvall über 10 km klassisch seine erste Podestplatzierung im Scandinavian-Cup und belegte damit zum Saisonende den vierten Platz in der Gesamtwertung. Sein 20. und damit letztes Weltcuprennen absolvierte er im März 2009 in Trondheim, welches er auf dem 44. Platz im 50-km-Massenstartrennen beendete. Bei norwegischen Meisterschaften wurde er im Jahr 2004 Zweiter über 15 km und 2007 Dritter mit der Staffel von Stokke IL.